# ヴィルヘルム・リンデンシュミット (父)
ヴィルヘルム・リンデンシュミット（Wilhelm Lindenschmit der Ältere,1806年3月9日 - 1848年3月12日）はドイツの画家である。歴史画、装飾画を描いた。同名の息子、ヴィルヘルム・リンデンシュミット（Wilhelm von Lindenschmit der Jüngere）も画家になった。

## 略歴
マインツで彫金家の息子に生まれた。1823年からミュンヘン美術院で学び、1824年から1825年はウィーン美術アカデミーで学んだ。デュッセルドルフ美術アカデミーの校長であったペーター・フォン・コルネリウスがミュンヘン美術院に移ってきたのに合わせて、ミュンヘンに戻り、1828年までコルネリウスの助手として、壁画、装飾画の製作を手伝った。
その後も装飾画を手がけ主な作品にはホーフガルテンのアーケードに描いた『ルートヴィヒ9世とアルブレヒト・アヒレスのギーンゲンの戦い』("Sieg Ludwigs des Reichen über Albrecht Achilles von Brandenburg bei Giengen an der Brenz")やアルテ・ピナコテークに描いた『ダビンチの生涯』("Leben des Leonardo da Vinci")やホーエンシュヴァンガウ城の壁画などがある。1830年のはミュンヘンの協会、Alte Pfarrkirche St. Margaretの外壁に装飾画を描いた。油絵も描いた。1848年にザクセン＝マイニンゲン公国に宮廷画家として招かれたが、実現する前に、42歳で亡くなった。

## 作品

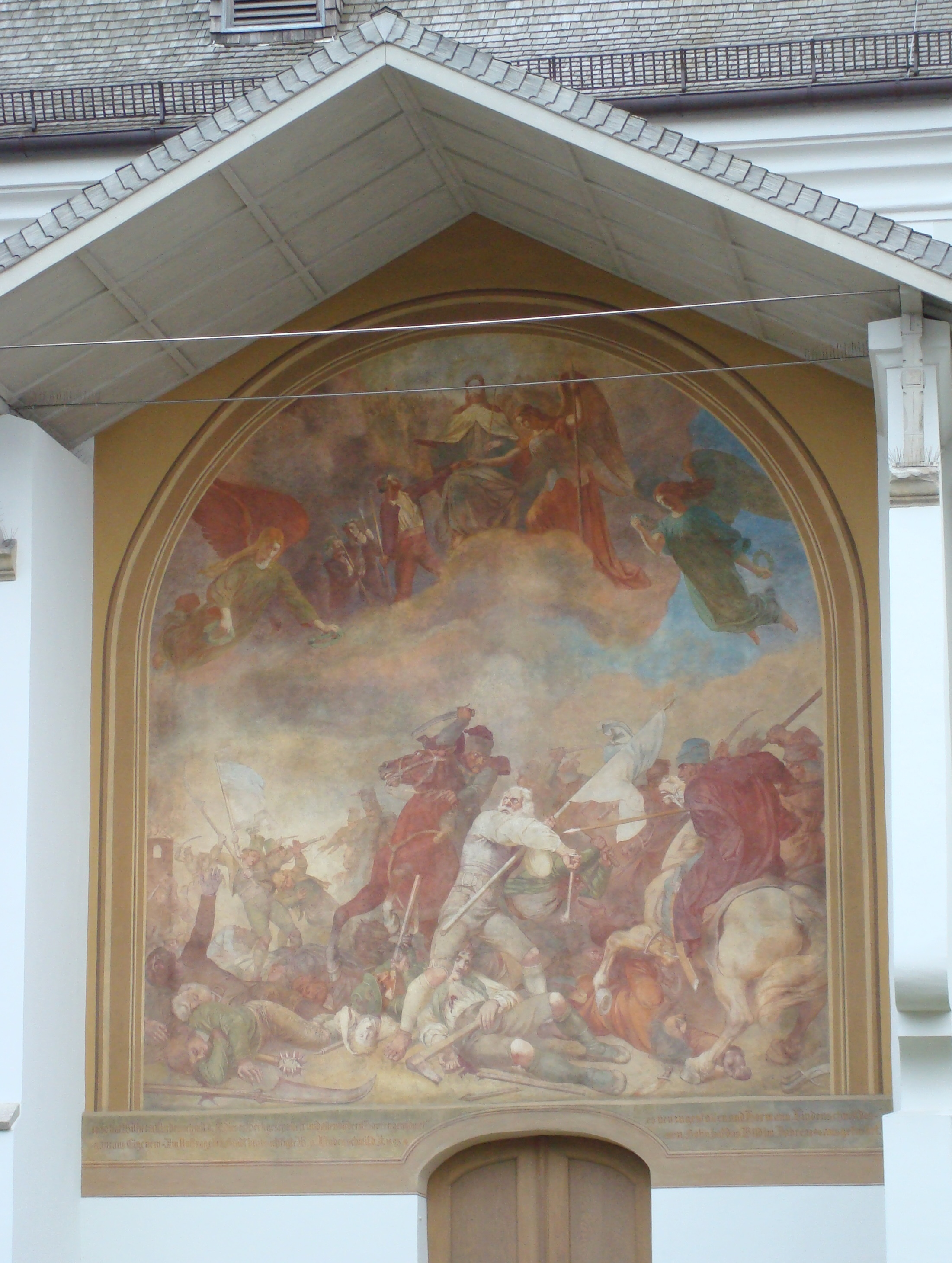
Alte Pfarrkirche St. Margaretの壁画
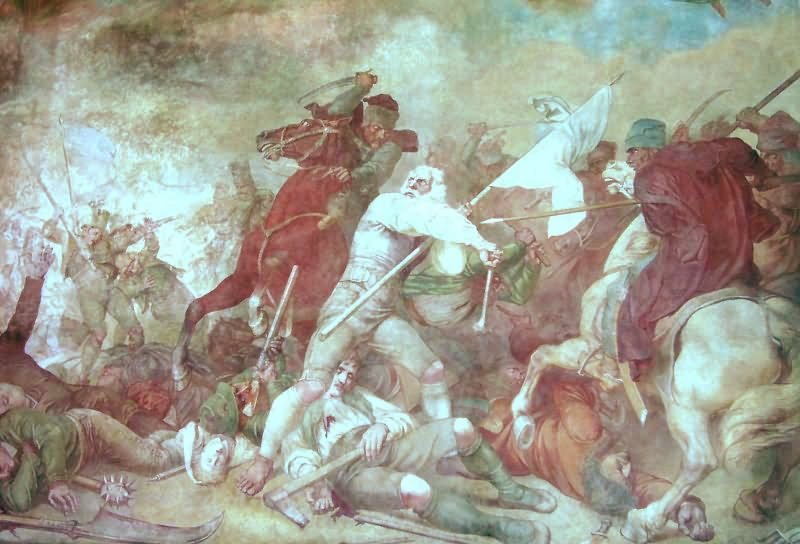
左壁画の詳細
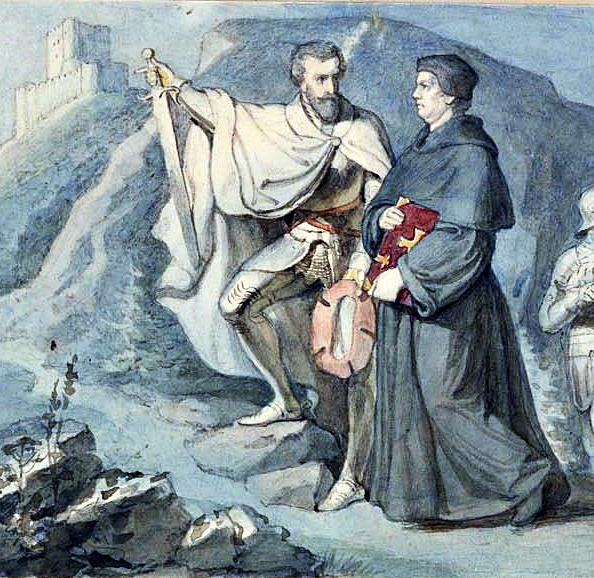
ルターを脱出させる修道士ランゲンマンテル